# 21802 Svoreň
21802 Svoreň è un asteroide della fascia principale. Scoperto nel 1999, presenta un'orbita caratterizzata da un semiasse maggiore pari a 2,5888373 UA e da un'eccentricità di 0,0174524, inclinata di 8,63496° rispetto all'eclittica.
L'asteroide è dedicato all'astronomo slovacco Ján Svoreň.